# Paul Bekker

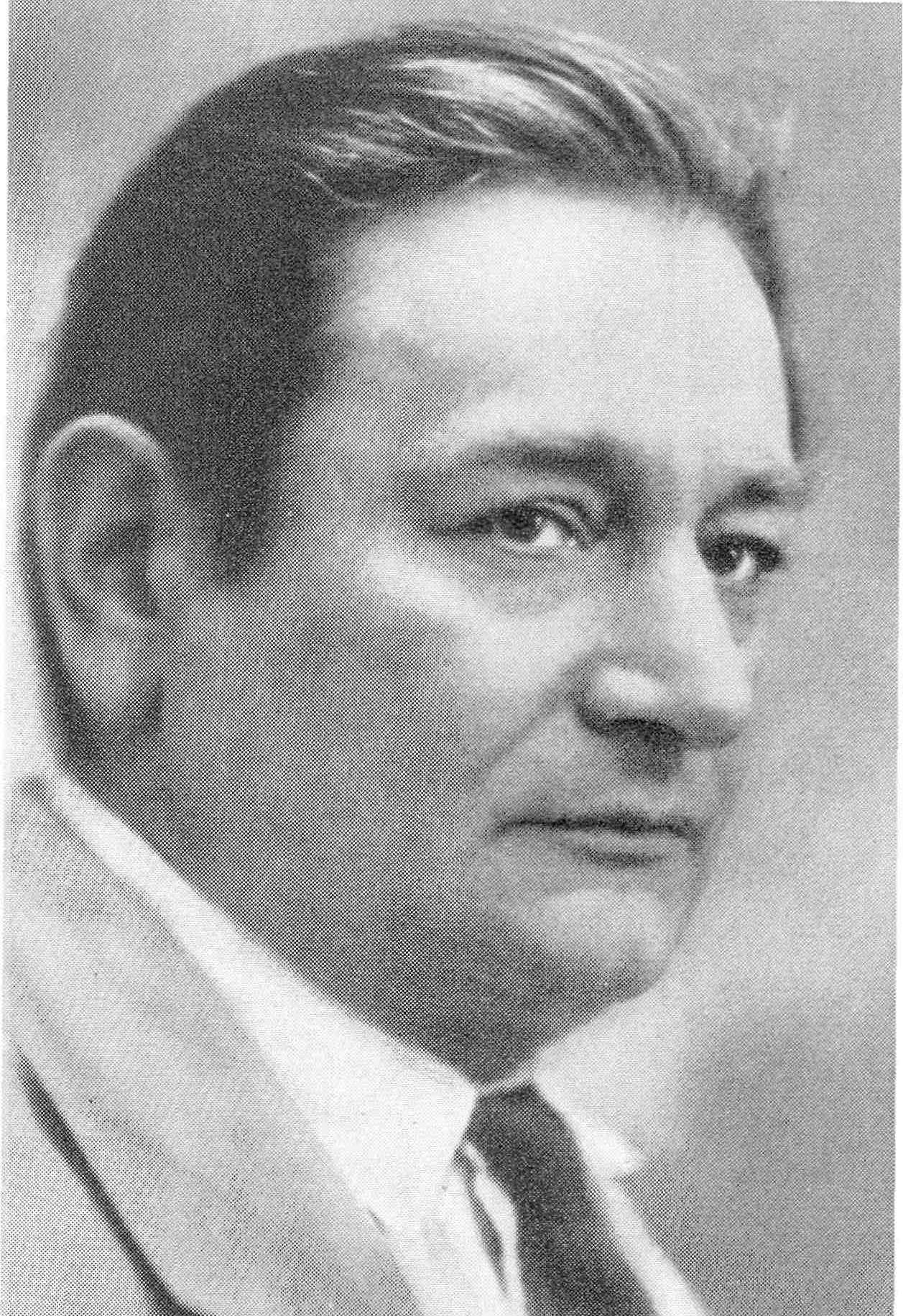
Paul Bekker als Opernintendant in Kassel, ca. 1925–27

Max Paul Eugen Bekker (* 11. September 1882 in Berlin; † 7. März 1937 in New York) war ein deutscher Dirigent, Intendant und einer der einflussreichsten Musikkritiker im ersten Drittel des 20. Jahrhunderts.

## Leben und Wirken
Bekker war der Sohn des jüdischen Schneiders Michel Bekker und der evangelischen Näherin Olga Elsner (1855–1943). Er wuchs im Glauben seiner Mutter auf. Seinen Vater kannte er kaum, da dieser die Familie bereits um 1885 verlassen hatte und in die USA ausgewandert war. Die Familie hörte nie wieder etwas von ihm. Die Ehe wurde 1896 offiziell geschieden, und seine Mutter heiratete in zweiter Ehe den königlichen Theater-Garderobier Julius Panse (1836–1908). Bekker nahm seit 1891 bei Fabian Rehfeld Violinunterricht sowie ab 1900 bei Alfred Sormann Klavier, Korrepetition und bei Benno Horwitz Musiktheorie. Während der Sommersaison (Juni bis August) 1901 war er in einem Bonner Orchester verpflichtet. Ab 1901 war er aushilfsweise als erster Geiger in der Königlichen Kapelle tätig und ergänzte seine musikalische Ausbildung, indem er von Adolf Steinmann anderthalb Jahre Unterricht in Korrepetition und Dirigieren erhielt. 1902 baute Bekker als Kapellmeister am Aschaffenburger Stadttheater ein hauseigenes Orchester auf. Vorübergehend war er 1903 Mitglied des Berliner Tonkünstler Orchesters, anschließend Kapellmeister in Görlitz. In diesem Jahr erschienen seine ersten musikpublizistischen Arbeiten. Am 13. März 1904 wurde Bekker aus seiner Görlitzer Stellung fristlos entlassen. Ab 1. April des Jahres leistete er Militärdienst als „Einjähriger“ in der 3. Kompagnie des 5. Garderegiments (zu Fuß) in Spandau. Ab Mai 1905 war Bekker als Kapellmeister in Heringsdorf tätig. Bekker war in diesem Jahr aushilfsweise als 2. Geiger im Berliner Philharmonischen Orchester tätig, wo er zahlreiche Proben unter Arthur Nikisch erlebte. Weitere eigene Publikationen erschienen, und Bekker war bis zum 30. Juni 1906 als Geiger am Deutschen Theater zu Berlin tätig. Im selben Jahr gab er die Tätigkeit als ausübender Musiker auf.
Ab 1906 war Bekker hauptberuflich als Musikkritiker und Schriftsteller tätig. Er schrieb für die Berliner Neuesten Nachrichten, ab 1909 für die Berliner Allgemeine Zeitung, 1911 bis 1922 für die Frankfurter Zeitung. 1919 prägte er den Begriff Neue Musik und setzte sich fortan für deren erste Wegbereiter ein: Gustav Mahler, Franz Schreker, Arnold Schönberg und Ernst Krenek.
1909 heiratete er in Berlin die Malerin Dorothea Zelle, genannt Dora (1876–1974), Tochter eines Realschuldirektors, und bekam mit ihr den Sohn Konrad (1911–1981). Während seines Kriegseinsatzes im Ersten Weltkrieg, bei dem er verwundet wurde, entfremdete er sich von seiner Familie. Nach dem Krieg lernte er auf einer sozialdemokratischen Veranstaltung Hanna vom Rath (1893–1983) kennen. Zwischen der aus höchsten Frankfurter Kreisen stammende Hanna, die sich der Malerei widmete, und ihm entwickelte sich eine intensive Korrespondenz, die in den Wunsch mündete, fortan gemeinsam das Leben zu verbringen. Seine Frau Dora bemerkte früh die Absichten ihres Mannes und war mit einer Scheidung einverstanden, die schließlich im Dezember 1919 in Frankfurt am Main ausgesprochen wurde. Zwischenzeitlich hatten auch Hannas Eltern von den Heiratsabsichten ihrer Tochter gehört, von denen sie wenig begeistert waren. Sie schickten die Tochter für ein halbes Jahr in die Schweiz und forderten eine Kontaktsperre zwischen ihr und Paul Bekker. Doch der Heiratsentschluss stand fest, die Hochzeit fand im März 1920 in Frankfurt statt. Trauzeugen waren der Komponist und Dirigent Ludwig Rottenburg und die Pianistin Hedwig Schöll. Der Ehe entsprangen drei Kinder: Barbara (1921–2018), Kilian (1923–1943) und Maximiliane (1927–2017). Das Eheglück währte jedoch nicht lange; mit den Jahren verlor Paul Bekker zunehmend das Interesse an seiner Familie. 1930 wurde die Ehe geschieden.
1925 wurde Bekker auf Anregung Leo Kestenbergs, dessen aufgeschlossener und an Volksbildung orientierter Kulturpolitik er nahestand, Generalintendant des Staatstheaters Kassel. Von 1927 bis 1932 war er Intendant des Hessischen Staatstheaters Wiesbaden. Nach der nationalsozialistischen Machtergreifung 1933 zog er zunächst nach Paris, dann nach New York. Dort schrieb er vor allem im Auftrag der Emigrantenpresse. So verfasste er z. B. 1935 für die juristische Emigrantenzeitschrift Geistiges Eigentum, Internationale Zeitschrift für Theorie und Praxis des Urheberrechts und seiner Nebengebiete eine Abhandlung über das musikalische Urheberrecht.
Paul Bekker wurde im Nationalsozialismus als „durch die unzweifelhaften, einseitig angewandten Fähigkeiten eines zersetzend kritischen Verstandes eine besondere Gefahr darstellend“ angesehen.

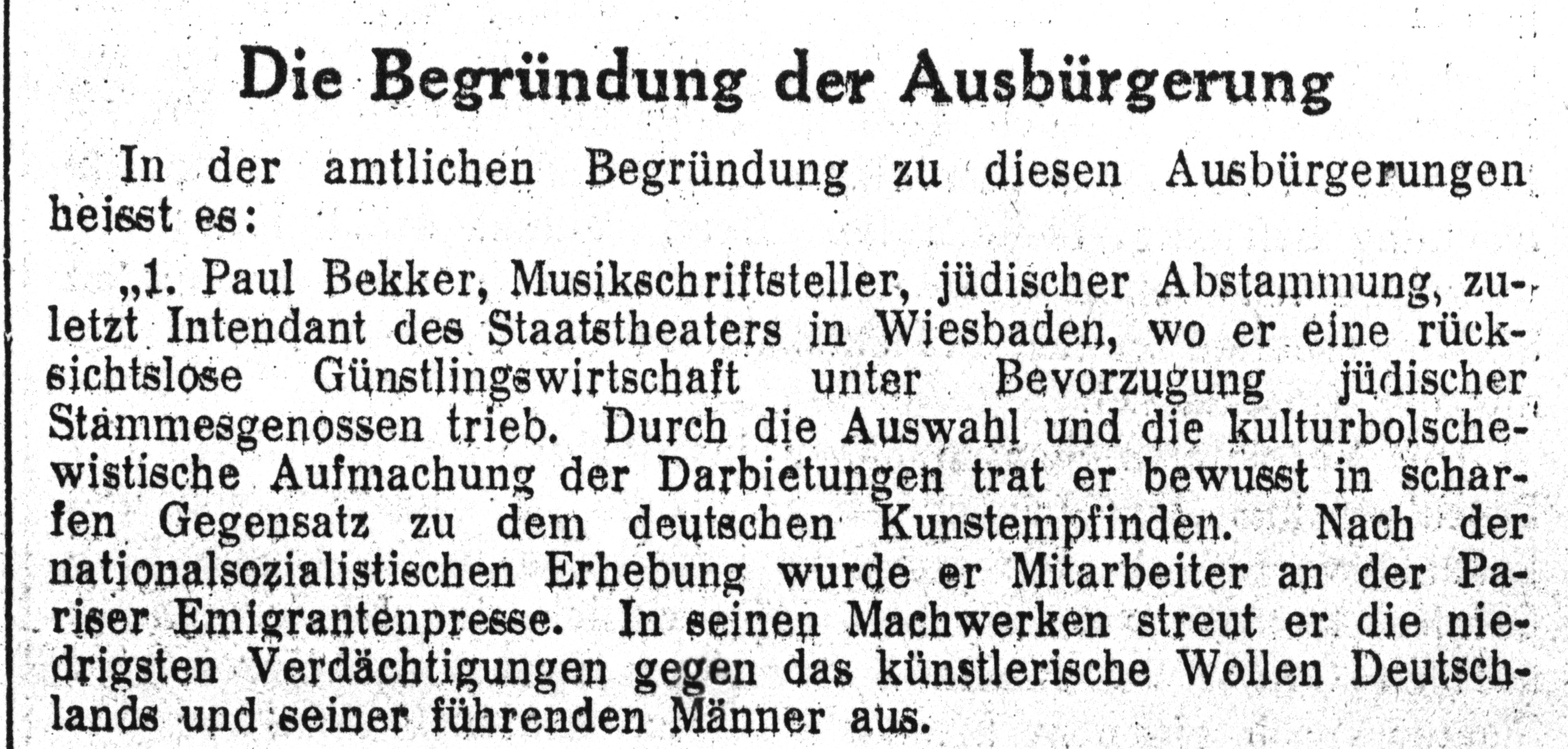
Die Begründung für Paul Bekkers Ausbürgerung 1936

Zusammen mit 24 weiteren Deutschen, unter ihnen Arnold Zweig, Kurt Doberer, Oskar Edel, Ernst Friedrich, Erich Godal, Felix Halle, Wolfgang Hallgarten, Hans Emil Hirschfeld, Wolfgang Langhoff, Botho Laserstein, Rosa Meyer-Leviné, Gustav Ludwig May, Bernhard Menne, Carl Paeschke, Heinz Pol und Erich Wollenberg, wurde Paul Bekker am 3. März 1936 durch Reichsinnenminister Wilhelm Frick die deutsche Staatsangehörigkeit aberkannt und das Vermögen als beschlagnahmt erklärt. In der veröffentlichten individuellen Begründung wird unter anderem behauptet: „Durch die Auswahl und die kulturbolschewistische Aufmachung der Darbietungen trat er bewusst in scharfen Gegensatz zu dem deutschen Kunstempfinden. […] In seinen Machwerken streut er die niedrigsten Verdächtigungen gegen das künstlerische Wollen Deutschlands und seiner führenden Männer aus.“
In dritter Ehe war er ab 1935 mit Grete (Margit) Reinhard (1902–1988) verheiratet.

## Würdigung
„Zwischen 1910 und 1925 war er der einflußreichste deutschsprachige Musikpublizist, der sich emphatisch für die neue Musik einsetzte (Mahler, Hindemith, Krenek, Schönberg und Schreker). Die sprachliche Brillanz seiner Texte und die Plastizität seiner Thesen erschlossen sich einen Leserkreis, der weit über das engere musikalische Fachpublikum hinausging.“

## Schriften (Auswahl)
- Jacques Offenbach, 1909
- Beethoven, Schuster & Löffler, Berlin 1911
- Das deutsche Musikleben. Versuch einer soziologischen Musikbetrachtung, 1916
- Politik und geistige Arbeit, 1908
- Die Sinfonie von Beethoven bis Mahler, 1918
- Franz Schreker, 1919
- Neue Musik, 1919
- Kunst und Revolution, 1919
- Die Weltgeltung der deutschen Musik, 1920
- Gustav Mahlers Sinfonien, 1921
- Kritische Zeitbilder (Gesammelte Schriften 1), 1921 – 26 Artikel aus der Frankfurter Zeitung 1911–1921
- Klang und Eros (Gesammelte Schriften 2), 1922 – 43 Artikel aus der Frankfurter Zeitung 1907–1922
- Deutsche Musik der Gegenwart, 1922
- Neue Musik (Gesammelte Schriften 3), 1923 – sechs Vorträge 1917–1921
- Richard Wagner. Das Leben im Werke, 1924
- Von den Naturreichen des Klanges. Grundriss zu einer Phänomenologie der Musik, 1924
- Musikgeschichte als Geschichte der musikalischen Formwandlungen, 1926
- Materiale Grundlagen der Musik, 1926
- Organische und mechanische Musik, 1927 – fünf Essays 1923–1925
- Das Operntheater, 1930
- Briefe an zeitgenössische Musiker, 1932
- Wandlungen der Oper, 1934
- The Story of the Orchestra, 1936 (erste deutsche Ausgabe: Das Orchester. Geschichte, Komponisten, Stile, Kassel [1989])
- Paul Bekker / Franz Schreker: Briefwechsel. Mit sämtlichen Kritiken Bekkers über Schreker, hrsg. von Christopher Hailey, Aachen 1994